# Weimarer Straße (Naumburg)

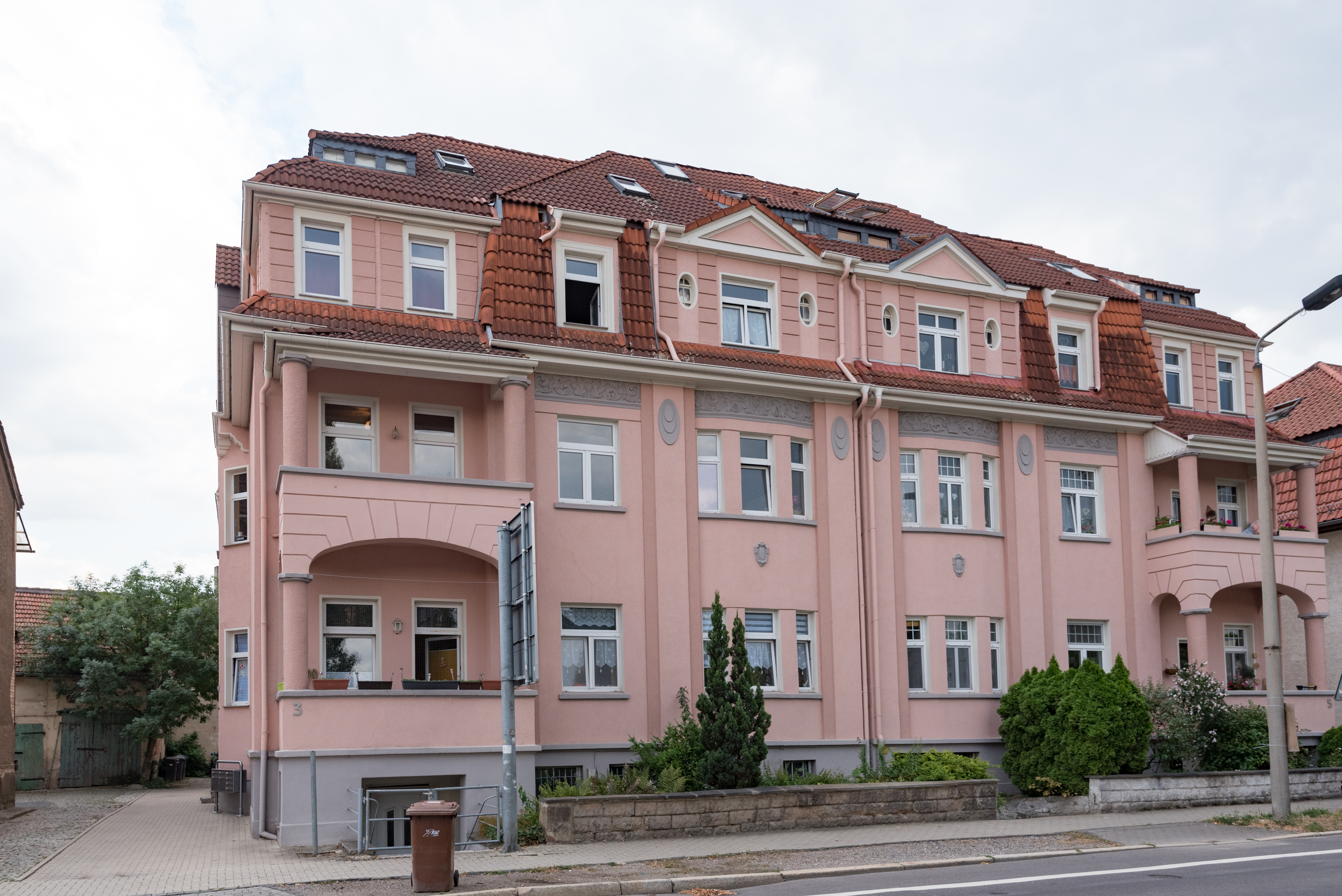
Weimarer Straße 3–5

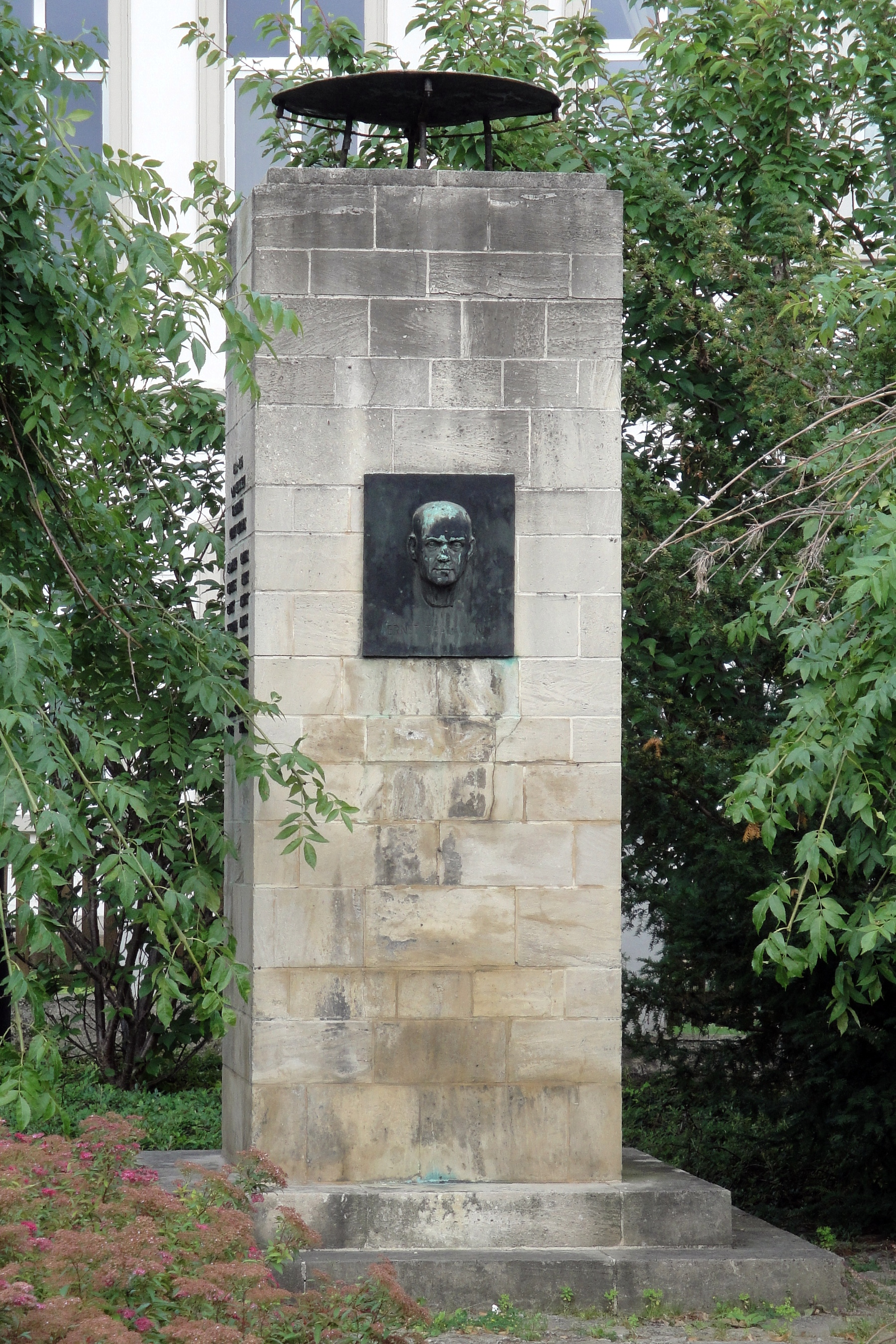
Ernst-Thälmann-Denkmal in Naumburg

Die nach der thüringischen Stadt Weimar benannte Straße in der Naumburger Ratsvorstadt geht vom Kramerplatz bzw. der Jenaer Straße bis an die Gaststätte Thüringer Pforte, wo sie als Kösener Straße weiterläuft und die Michaelisstraße kreuzt. Sie ist Teil der Bundesstraße 87.
An wichtigen Einrichtungen sind zu nennen der Othmarsfriedhof und die Pestalozzischule.
Auf der Liste der Kulturdenkmale in Naumburg (Saale) ist die Weimarer Straße ein eingetragener Denkmalsbereich.